# Lars Persson (politiker)
Lars Olof Persson Skandevall, född 24 juli 1973 i Tuna församling i Västernorrlands län, var kommunalråd och vice ordförande i kommunstyrelsen i Sundsvalls kommun 2010–2014. I oktober 2014 meddelade han att han lämnar politiken. Den 1 december samma år tillträdde han som VD för Bron innovation AB. Persson Skandevall är född och uppväxt i Matfors, men bor numer i Sundsvall.
Persson Skandevall är sedan 2019 ordförande för Liberalernas valberedning.
Persson Skandevall har innehaft följande uppdrag (urval):
- Gruppledare (fp) Sundsvalls kommunfullmäktige 1996–2010
- Vice ordförande för Värnpliktsrådet 1993/1994
- Ledamot av Sundsvalls kommunfullmäktige 1991–2014
- Vice ordförande i Sveriges kommuner och landstings (SKL) Demokratiberedning 2007–2011
- Vice ordförande i Sveriges kommuner och landstings (SKL) Internationella beredning (ledamot 2003-2007)2011–2015
- Parlamentarisk rådgivare för regeringens skogspolitiska utredning (N 2004:12)
- Ledamot av den statliga kommittén för utredning om fördjupande av den kommunala demokrati (Dir. 2010:53)
- Ledamot av folkpartiets (nationella) kommunalpolitiska råd 1997–2014
- Ordförande för Liberala ungdomsförbundets arbetsutskott 1996–1998
- Ledamot av Liberala ungdomsförbundets förbundsstyrelse 1994–1998
- Oppositionsråd i Sundsvalls kommun 2002–2006
- Kommunalråd i Sundsvalls kommun 2010–2014
- Vice ordförande i kommunstyrelsen, Sundsvalls kommun 2010–2014